# Powiat Kemecse
Powiat Kemecse (węg. Kemecsei járás) – jeden z jedenastu powiatów komitatu Szabolcs-Szatmár-Bereg na Węgrzech. Siedzibą władz jest miasto Kemecse.

## Miejscowości powiatu Kemecse
- Berkesz
- Beszterec
- Demecser
- Gégény
- Kemecse
- Kék
- Nyírbogdány
- Nyírtét
- Székely
- Tiszarád
- Vasmegyer